# Normaalbundel
In de differentiaalmeetkunde, een deelgebied van de wiskunde, is een normaalbundel een bijzondere vorm van een vectorbundel, die complementair is aan de raakbundel, die van een inbedding of indompeling komt.